# Bactrocera setinervis
Bactrocera setinervis är en tvåvingeart som först beskrevs av Malloch 1938.  Bactrocera setinervis ingår i släktet Bactrocera och familjen borrflugor.
Artens utbredningsområde är Pitcairnöarna. Inga underarter finns listade.